# 1729
Перша наукова революція •  Глухівський період в історії Гетьманщини •  Російська імперія

## Геополітична ситуація
Османську імперію очолює Ахмед III (до 1730). Під владою османського султана перебувають Близький Схід та Єгипет, Середземноморське узбережжя Північної Африки, частина Закавказзя, значні території в Європі: Греція, Болгарія та Сербія. Васалами османів є Волощина та Молдова.
Священна Римська імперія охоплює, крім німецьких земель, Угорщину з Хорватією, Трансильванію, Богемію, Північну Італію, Австрійські Нідерланди. Її імператор — Карл VI Габсбург (до 1740). Король Пруссії — Фрідріх-Вільгельм I (до 1740).
На передові позиції в Європі вийшла Франція, якою править Людовик XV (до 1774). Франція має колонії в Північній Америці та Індії.
Король Іспанії — Філіп V з династії Бурбонів (до 1746). Королівству Іспанія належать південь Італії, Нова Іспанія, Нова Гранада та Віцекоролівство Перу в Америці, Філіппіни. У Португалії є Жуан V (до 1750). Португалія має володіння в Бразилії, в Африці, в Індії, в Індійському океані й Індонезії.
Північ Нідерландів займає Республіка Об'єднаних провінцій. Вона має колонії в Північній Америці, Індонезії, на Формозі та на Цейлоні. Король Великої Британії — Георг II (до 1760). Британія має колонії в Північній Америці, на Карибах та в Індії. Король Данії та Норвегії — Фредерік IV (до 1730), на шведському троні сидить Фредерік I (до 1751). На Апеннінському півострові незалежні Венеціанська республіка та Папська область. У Речі Посполитій королює Август II Сильний (до 1733). Імператор Російської імперії — Петро II (до 1730).
Україну розділено по Дніпру між Річчю Посполитою та Російською імперією. Посада гетьмана залишається вакантною. Пристановищем козаків є Олешківська Січ. Існує Кримське ханство, якому підвладна Ногайська орда.
В Ірані Сефевіди повернулися до влади, прогнавши Хотакі.
Значними державами Індостану є Імперія Великих Моголів, Імперія Маратха. В Китаї править Династія Цін. В Японії триває період Едо.

## Події

### В Україні
- Гетьман Данило Апостол наказав провести генеральне слідство про маєтності.

### У світі
- У місті Решт підписано мирний договір між Персією та Росією.
- В імперії Цін утворено Відомство військових таємниць.
- Засновано місто Балтімор.
- Британська корона викупила землю у лордів власників. Провінція Кароліна офіційно розділилася на Північну та Південну.
- Надер Афшар завдав поразки афганцям у битві біля Дамгану. Іран повернувся під правління Сефевідів. Шахом офіційно став Тахмасп II.
- Севільський договір між Великою Британією, Францією та Іспанією, поклав кінець англо-іспанській війні 1727—1729 років.
- Індіанці племені натчез вирізали понад дві сотні французьких колоністів у поселенні на берегах Міссісіпі.
- Пожежа в Стамбулі знищила 12 тисяч будинків і забрала 7 тисяч життів.
- Знову спалахнула війна між маньчжурами та джунгарами.

### Наука і культура
- Честер Мор Холл винайшов ахромат.
- Стівен Грей відкрив електропровідність.
- П'єр Бугер опублікував Essai d'optique sur la gradation de la lumière, визначивши втрати світла при проходженні через земну атмосферу[1].
- Джонатан Свіфт опублікував «Скромну пропозицію».

## Вигадані події
- У 1729 році відбуваються події фільму «Пірати Карибського моря: Скриня мерця».
- У 1729 році (через два місяці після подій фільму «Пірати Карибського моря: Скриня мерця») відбуваються події фільму «Пірати Карибського моря: На краю світу».

## Народились
Дивись також Категорія:Народились 1729
- 2 січня — Йоганн Даніель Тіциус, німецький астроном, фізик і біолог.
- 2 травня — Катерина II (Олексіївна), російська імператриця (1762—1796).
- 24 листопада — Олександр Суворов (вм. 18 травня 1800), російський полководець, фельдмаршал.

## Померли
Дивись також Категорія:Померли 1729